# Serras e planaltos do Leste e do Sudeste
As serras e planaltos do Leste e do Sudeste, também chamadas de Mar de Morros, é uma formação geomorfológica do Brasil, classificadas pelo geógrafo brasileiro Aroldo de Azevedo como a parte sul do planalto Atlântico, são uma formação do relevo brasileiro, localizada no sudeste do planalto Brasileiro.
Estendem-se do extremo nordeste de Santa Catarina até o interior da Bahia. Abrangem os estados do Paraná, Santa Catarina, São Paulo, Goiás, Minas Gerais, Rio de Janeiro, Espírito Santo e Bahia. Nelas se localizam a Chapada Diamantina, as serras da Mantiqueira, do Mar, do Espinhaço e da Canastra. São parte integrante do maior grupo de planaltos do país, segundo a classificação de Aziz Ab'Saber.